# Jharkhand
Jharkhand (hindi: झारखंड, bengalí: ঝাড়খণ্ড, AFI: [dʒʰaːrkʰəɳɖ]) es un estado de la República de la India. Su capital es Ranchi. Está ubicado al noreste del país, limitando al norte con Bihar, al este con Bengala Occidental, al sur con Orissa y al oeste con Chhattisgarh y Uttar Pradesh. Con 414 hab/km² es el octavo estado más densamente poblado, por detrás de Bihar, Bengala Occidental, Kerala, Uttar Pradesh, Haryana, Tamil Nadu y Punyab. Fue establecido como estado el 15 de noviembre de 2000 a partir de los territorios que pertenecían a la zona sur del estado de Bihar.
Aparte de la capital, otras ciudades importantes, todas altamente industrializadas, son Jamshedpur, Bokaro y Dhanbad. Popularmente, Jharkhand recibe el nombre de Vananchal. El término Vananchal deriva de la combinación de dos palabras en hindi: Vana que significa "bosque" y anchal que significa "área". El estado tiene importantes recursos minerales así como productos obtenidos de la explotación de los bosques.
La mayor parte del estado está situado en la Meseta Chota Nagpur en la que nacen los ríos Damodar, Brahmani y Subarnarekha. La zona está cubierta de bosques que sirven de hábitat natural para tigres y elefantes indios.

## Historia
Las demandas para constituir Jharkhand en un estado independiente se remontan a principios del siglo XX cuando Jaipal Singh, capitán del equipo olímpico de 1928, expuso la idea de crear un estado independiente con las zonas sur del estado de Bihar. Durante décadas la idea permaneció latente. El 2 de agosto de 2000, el Parlamento de India inició la reforma del estado de Bihar. Un total de 18 distritos de este estado se reagruparon para formar el nuevo Jharkhand que quedó establecido de forma oficial el 15 de noviembre de 2000.
Sin embargo, las raíces de Jharkhand se remontan más allá. El Raja Jai Singh de Orissa se declaró a sí mismo gobernante de Jharkhand en el siglo XIII. Durante el periodo del Imperio mogol, la zona fue conocida como "Kukara". A partir de 1765, el área quedó bajo control británico y fue llamada Jharkhand, "tierra de las junglas", ya que la zona cuenta con numerosos bosques.
La colonización de la región por parte de la Compañía Británica de las Indias Orientales dio como resultado una fuerte resistencia por parte de la población. Unos 100 años antes de la primera guerra de Independencia india (1857), los habitantes de Jharkhand se sublevaron en repetidas ocasiones contra el gobierno colonial británico. Las tropas colonizadoras intentaron frenar estas revueltas realizando un importante despliegue militar en la región.

## Demografía
Según el censo indio de 2011, Jharkhand tiene una población de 32,96 millones de habitantes, de los cuales 16,93 millones son hombres y 16,03 millones de mujeres, con lo que la proporción de sexos es de 947 mujeres por 1000 hombres. La tasa de alfabetización del estado era del 67,63%, siendo el distrito de Ranchi el más alfabetizado, con un 77,13%, en contraste con el distrito rural de Pakur, que es el menos alfabetizado, con una tasa de alfabetismo de tan sólo el 50,17%. En lo que respecta a la demografía social, 3 985 644 personas (esto es, el 12 % de la población) pertenecen a castas registradas y 8 646 189 (el 26,21%) pertenecen a 32 tribus reconocidas: los asur, los baiga, los banjara, los bathudi, los bedia, los binjhia, los birhor, los birjia, los chero, los chick-baraik, los gond, los gorait, los ho, los karmali, los kharwar, los khond, los kisan, los kora, los korwa, los lohra, los mahli, los mal-paharia, los munda, los oraon, los parhaiya, los santal, los sauria-paharia, los savar, los bhumij, los kol y los kanwar. A escala nacional, ocupan el puesto decimocuarto por número de personas pertenecientes a castas y el puesto sexto por número de personas pertenecientes a tribus. Estas poblaciones se concentran predominantemente en el distrito suroeste de Simdega (78,23%), Khunti (77,77%), Gumla (72,11%), Paschim Singhbhum (71,1%), Latehar (66,85%) y Lohardaga (60,21%).
Jharkhand es muy diversa lingüísticamente, pues tiene hablantes de lenguas indoarias, dravídicas y austroasiáticas. Entre ellos, al hindi se le concede el estatus de idioma oficial y la población del estado lo habla como idioma de comunicación interétnica, aunque existen varios idiomas regionales. El más hablado es el khorta (23'46 %), seguido del propio hindi (21'40 %), el bengalí (9'74 %), el santali (8'77 %), el nagpuri (7'23 %), el urdu (5'96 %), el magahi (4'14 %), el ho (3'01 %), el mundari (2'92 %), el kurukh (2'88 %), el bhoshpuri (2'29 %), el kurmali (1'82 %) y el oriya (1'61 %). Jharkhand ha otorgado estatus de idioma oficial adicional al angika, bhumij, kharia, maithili.
Según el censo de 2011, el hinduismo es la religión mayoritaria en el estado con un 67,8 % de fieles, seguido del islam con un 14,5% de seguidores, y del cristianismo con un 4,3%. Se considera que otras religiones, principalmente el sarnaísmo, son profesadas por el 12,8% de la población. El término sarnaísmo o sarna alude a las creencias espirituales de los grupos tribales. Durante el período colonial, todas estas creencias tribales fueron consideradas como paganas, lo cual se utilizó como un medio de subordinación.
Los hindúes son mayoría en 19 de los 24 distritos de Jharkhand. El cristianismo es mayoritario en el distrito de Simdega (51,04%). El sarnaísmo es mayoritario en Lohardaga (51,01%), Paschim Singhbhum (62,29%) y es la religión más seguida en Gumla (44,62%) y Khunti (45,37%). Los musulmanes tienen la mayor presencia en los distritos de Pakur y de Sahebganj, formando el 35% y el 34% de la población.

## División administrativa
El estado  de Jharkhand en India se divide en 24 distritos.
En el momento de su formación el estado tenía 18 distritos, pero más adelante, se crearon seis distritos más mediante la reorganización de esos distritos. Los distritos 23 y 24, Khunti y Ramgarh se crearon el 12 de septiembre de 2007. Los 24 distritos se agrupan en 5 divisiones:
- División Palamau (capital en Medininagar): 3 distritos: Palamau, Garhwa, Kechki - Headquarters:
- División Chotanagpur septentrional (capital en Hazaribagh): 7 distritos: Chatra, Hazaribagh, Koderma, Giridih, Ramgarh, Bokaro, Dhanbad;
- División Chotanagpur meridional (capital en Ranchi): 5 distritos: Lohardaga, Gumla, Simdega, Ranchi, Khunti;
- División Kolhan (capital en Chaibasa): 3 distritos: Singhbhum occidental, distrito de Saraikela Kharsawan, Singhbhum oriental;
- División Santhal Pargana (capital en Dumka): 6 distritos: Jamtara, Deoghar, Dumka, Pakur, Godda, Sahibganj.

| °       |         |                                  |        |            |           |       |            |                           |      |
| ------- | ------- | -------------------------------- | ------ | ---------- | --------- | ----- | ---------- | ------------------------- | ---- |
| Ranking | Ranking |                                  |        | Sede       | Población | Área  | Densidad   |                           |      |
| Pob.    | Área    | Distrito                         | Código | (capital)  | (2011)    | (km²) | (hab./km²) | Web oficial               | Mapa |
| JH-05   | JH-13   | Distrito de Bokaro               | JH-BO  | Bokaro     | 2 061 918 | 2861  | 716        | http://bokaro.nic.in/     |      |
| JH-15   | JH-10   | Distrito de Chatra               | JH-CH  | Chatra     | 1 042 304 | 3700  | 275        | http://chatra.nic.in/     |      |
| JH-09   | JH-18   | Distrito de Deoghar              | JH-DE  | Deoghar    | 1 491 879 | 2075  | 1284       | http://dhanbad.nic.in/    |      |
| JH-02   | JH-17   | Distrito de Dhanbad              | JH-DH  | Dhanbad    | 2 682 662 | 2075  |            | http://dumka.nic.in/      |      |
| JH-11   | JH-06   | Distrito de Dumka                | JH-DU  | Dumka      | 1 321 096 | 4404  | 300        | http://dumka.nic.in/      |      |
| JH-10   | JH-08   | Distrito de Garhwa               | JH-GA  | Garhwa     | 1 322 387 | 4064  | 327        | http://garhwa.nic.in/     |      |
| JH-03   | JH-05   | Distrito de Giridih              | JH-GI  | Giridih    | 2 445 203 | 4887  | 497        | http://giridih.nic.in/    |      |
| JH-12   | JH-16   | Distrito de Godda                | JH-GO  | Godda      | 1,311,382 | 2110  | 622        | http://godda.nic.in/      |      |
| JH-16   | JH-01   | Distrito de Gumla                | JH-GU  | Gumla      | 1 025 656 | 9091  | 193        | http://gumla.nic.in/      |      |
| JH-07   | JH-07   | Distrito de Hazaribagh           | JH-HA  | Hazaribag  | 1 734 005 | 4302  | 403        | http://hazaribag.nic.in/  |      |
| JH-19   | JH-20   | Distrito de Jamtara              | JH-JA  | Jamtara    | 790 207   | 1802  | 439        | http://jamtara.nic.in/    |      |
| JH-23   | JH-15   | Distrito de Khunti               | JH-KH  | Khunti     | 530 299   | 2467  | 215        | http://khunti.nic.in/     |      |
| JH-21   | JH-23   | Distrito de Koderma              | JH-KO  | Koderma    | 717 169   | 1312  | 427        | http://koderma.nic.in/    |      |
| JH-20   | JH-11   | Distrito de Latehar              | JH-LA  | Latehar    | 725 673   | 3630  | 200        | http://latehar.nic.in/    |      |
| JH-24   | JH-22   | Distrito de Lohardaga            | JH-LO  | Lohardaga  | 461 738   | 1494  | 310        | http://lohardaga.nic.in/  |      |
| JH-18   | JH-19   | Distrito de Pakur                | JH-PK  | Pakur      | 899 200   | 1805  | 498        | http://pakur.nic.in/      |      |
| JH-06   | JH-04   | Distrito de Palamau              | JH-PL  | Daltonganj | 1 936 319 | 5082  | 381        | http://palamu.nic.in/     |      |
| JH-08   | JH-03   | Distrito de Singhbhum occidental | JH-WS  | Chaibasa   | 1 501 619 | 7186  | 209        | http://chaibasa.nic.in/   |      |
| JH-04   | JH-12   | Distrito de Singhbhum oriental   | JH-ES  | Jamshedpur | 2 291 032 | 3533  | 648        | http://jamshedpur.nic.in/ |      |
| JH-17   | JH-24   | Distrito de Ramgarh              | JH-RM  | Ramgarh    | 949 159   | 1212  | 684        | http://ramgarh.nic.in/    |      |
| JH-01   | JH-02   | Distrito de Ranchi               | JH-RA  | Ranchi     | 2 912 022 | 7974  | 557        | http://ranchi.nic.in/     |      |
| JH-13   | JH-21   | Distrito de Sahibganj            | JH-SA  | Sahibganj  | 1 150 038 | 1599  | 719        | http://sahibganj.nic.in/  |      |
| JH-14   | JH-14   | Distrito de Saraikela Kharsawan  | JH-SK  | Saraikela  | 1 063 458 | 2725  | 390        | http://seraikela.nic.in/  |      |
| JH-22   | JH-09   | Distrito de Simdega              | JH-SI  | Simdega    | 599 813   | 3750  | 160        | http://sahibganj.nic.in/  |      |